# Bifrons

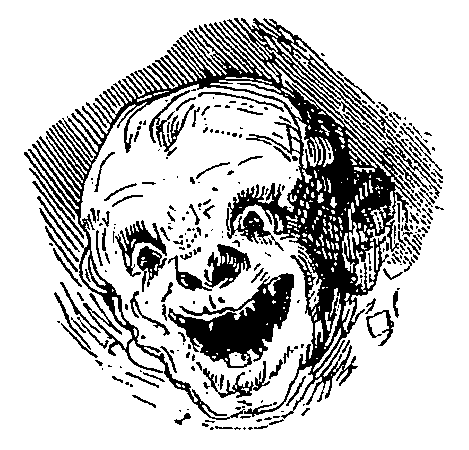
Une illustration provenant du Dictionnaire Infernal (1863).

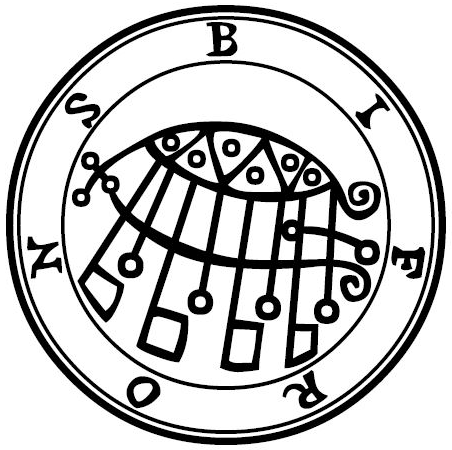
Le sceau de Bifrons selon Mathers.

Bifrons est un démon issu des croyances de la goétie, science occulte de l'invocation d'entités démoniaques.
Le Lemegeton  et la Pseudomonarchia daemonum le mentionnent en 46e position de leur liste de démons,. Il apparaît avec la figure d'un monstre. Il rend l'homme savant en astrologie et lui enseigne les influences des planètes. Il excelle en géométrie et connaît les vertus des herbes, des pierres précieuses et des plantes. Il transporte les cadavres d'un lieu à l'autre. On le voit parfois allumer des flambeaux sur les tombeaux des morts. Il possède sous ses ordres 26 légions.
Il est également un des personnages d'In Nomine Satanis/Magna Veritas (jeu de rôle).